# Diane Francis (vận động viên)
Diane Francis (sinh ngày 31 tháng 8 năm 1968) là một vận động viên chạy nước rút người Saint Kitts và Nevis. Cô đã thi đấu ở nội dung 400 mét nữ tại Thế vận hội Mùa hè 1996.